# Lewiston (California)
Lewiston es un lugar designado por el censo ubicado en el condado de Trinity en el estado estadounidense de California. En el año 2000 tenía una población de 1,305 habitantes y una densidad poblacional de 14.6 personas por km².

## Geografía
Lewiston se encuentra ubicado en las coordenadas 40°41′57″N 122°48′38″O / 40.69917, -122.81056. Según la Oficina del Censo, la ciudad tiene un área total de 89,6 km² (34,6 mi²), de la cual 89,6 km² (34,6 mi²) es tierra y 0,2 km² (0,1 mi²) (0%) es agua.

## Demografía
Según la Oficina del Censo en 2000 los ingresos medios por hogar en la localidad eran de $30,500, y los ingresos medios por familia eran $33,889. Los hombres tenían unos ingresos medios de $31,667 frente a los $20,000 para las mujeres. La renta per cápita para la localidad era de $16,214. Alrededor del 20.2% de la población estaban por debajo del umbral de pobreza.